# Castello di Weitwörth
Il castello di Weitwörth (in tedesco Schloss Weitwörth) si trova nell'omonima frazione del comune austriaco di Nußdorf am Haunsberg nel Distretto di Salzburg-Umgebung appartenente al Land Salisburghese e la sua storia inizia nel XVII secolo.

## Storia

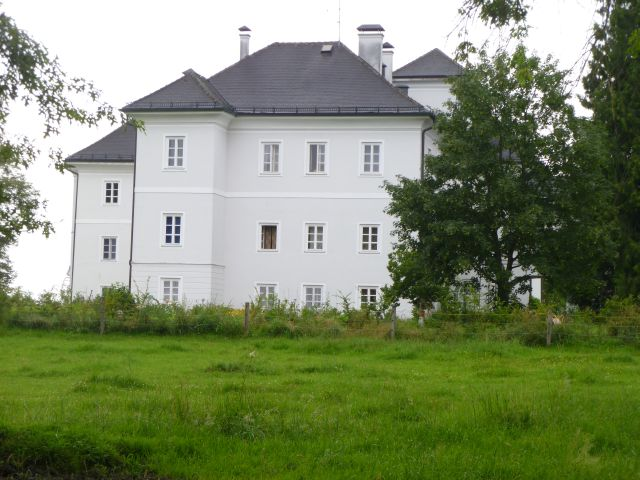
Castello di Weitwörth nel suo parco

Nel 1665 l'arcivescovo Guidobaldo Thun acquistò la tenuta Oberpichl, che a quel tempo comprendeva anche i prati sul Weitwörth ed era circondato da una bellissima zona di caccia nel Salzachauen e nel vicino Haunsberg, e progettò di farvi edificare un casino di caccia che tuttavia non poté realizzare perché morì nel 1668. Una lapide in marmo sul castello ricorda che fu costruito solo nel 1671 dal successore, l'arcivescovo Maximilian Gandolph von Künburg, che vi fece allestire una vasta tenuta dove vivevano cervi e fagiani. L'edificio venne chiamato per un breve periodo Gandolfswörth ma in seguito questo nome cadde in disuso. Gli arcivescovi di Salisburgo, in virtù della sua vicinanza a Salisburgo, lo preferirono presto al vecchio castel Blühnbach e i primi adattamenti di una certa importanza vennero realizzati nel 1726 sotto il principe arcivescovo Franz Anton von Harrach. L'ultimo vescovo ad avere la signoria sul castello fu Hieronymus von Colloredo che nel 1777 lo fece ampliare nuovamente ordinando la rimozione della già fatiscente torre del trombettiere e il rifacimento del tetto. Il castello era solitamente abitato solo durante la stagione di caccia e quindi era dotato di un arredamento funzionale e minimale e di conseguenza vari mobili, prima di ogni visita dell'arcivescovo, dovevano essere portati qui da Laufen. Dopo la secolarizzazione dell'inizio del XIX secolo il castello di Weitwörth entrò a far parte dei beni dello Stato austriaco. Durante la guerra con i francesi ospitò le truppe dell'esercito austriaco e questo produsse danni alla struttura che successivamente richiese ampie riparazioni. Dopo il congresso di Vienna le parti del territorio a ovest del Salzach vennero assegnate alla Baviera e nel castello di Weitwörth vi trovò sede il tribunale di custodia locale perché la vecchia sede nella città di Laufen ora apparteneva alla Baviera. Nel 1863 venne acquistato da Vinzenz Karl e i suoi eredi fecero ampliare notevolmente l'edificio, sino al 1900. In quel periodo furono costruite la cappella a est e l'ala sud con la terrazza. Non lontano dal castello c'era una turbina che produceva la prima elettricità della zona e forniva al castello l'illuminazione, anche se piuttosto scarsa. Il piccolo serbatoio che alimentava la turbina è ancora visibile. Nel 1944 la signoria passò al principe Eduard Auersperg, che prese residenza nel castello. Gli altri due rami della linea tirolese-boema degli Auersperg in quel momento si estinsero. Dopo che il castello rimase vuoto per vari anni dopo la seconda guerra mondiale e fu temporaneamente utilizzato come magazzino per un produttore di filo spinato, venne suddiviso in diverse unità abitative e dalla seconda metà del XX secolo fu affittato, anche se questo creò non pochi problemi. Il castello di Weitwörth appartiene ancora alla famiglia Auersperg, col suo ramo Auersperg-Trautson.

## Descrizione

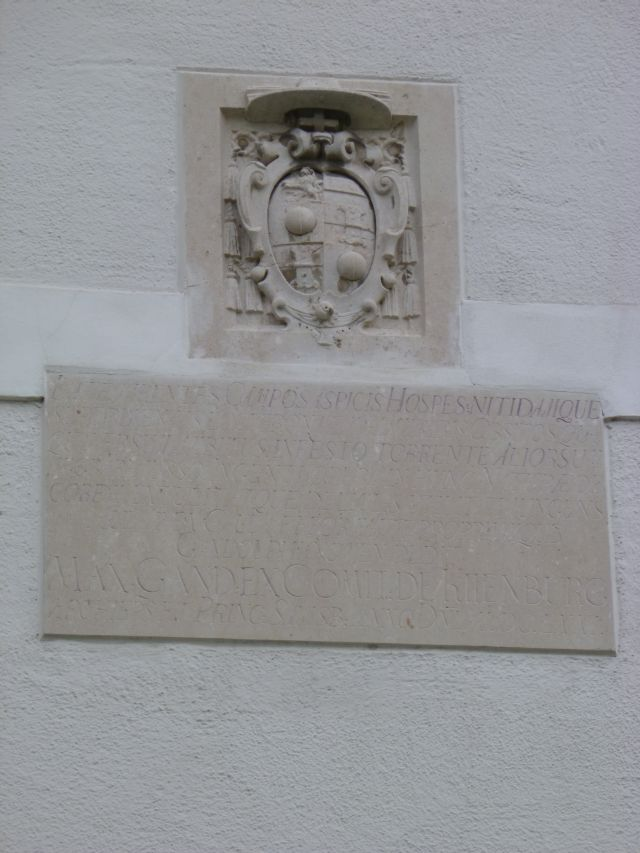
Stemma dell'arcivescovo Maximilian Gandolph von Künburg in marmo Untersberg

Il castello si trova a Weitwörth, frazione del comune austriaco di Nußdorf am Haunsberg nel Distretto di Salzburg-Umgebung appartenente al Land Salisburghese. Situato nella zona dei prati meridionali di Nußdorf è un edificio in mattoni a tre piani dall'esterno molto semplice, intonacato e dipinto di bianco. Le facciate risalgono al terzo quarto del XIX secolo e in particolare la facciata occidentale, abbastanza stretta, è caratterizzata da un portico a torre poggiante su colonne. Tra le finestre dei piani superiori sulla facciata nord si conserva lo stemma dell'arcivescovo Maximilian Gandolph von Künburg in marmo Untersberg. La cappella gentilizia si trova a nord-est del castello ed è collegata all'edificio principale da un breve passaggio che corre sopra il portale. Sopra la porta della cappella è presente lo stemma dei principi Auersperg. L'arredamento è semplice e l'altare risale al 1750 circa. Nella parte centrale dell'edificio si alza una torretta con copertura a tenda piana che è di poco più alta delle ali del palazzo. Sul lato nord è presente una torre ottagonale con la scala ovale che è chiusa in alto da una balaustra. Il piano terra è in gran parte con coperture a volta. L'interno è disadorno essendo un edificio residenziale e non vi si conserva più la piccola ma raffinata collezione di dipinti con opere di Rudolf Alt e Carl Spitzweg mentre si sono parzialmente conservati gli esterni, i resti del bellissimo parco del castello inglese. La proprietà del castello comprende circa 700 ettari di bosco. Nel complesso del castello è presente una pietra di granito che commemora la visita dell'imperatore Francesco Giuseppe con i suoi figli, il principe ereditario Rodolfo e l'arciduchessa Gisella il 22 agosto 1868.

### Bene architettonico tutelato
Il castello di Weitwörth dal 1993 è stato posto sotto tutela dei monumenti da parte della Repubblica austriaca col numero 12259.